# Gregor Horres
Gregor Horres (* 1960 in Düsseldorf) ist ein deutscher Regisseur und Hochschullehrer.

## Werdegang
Als Sohn des Opernregisseurs Kurt Horres geboren, wuchs Gregor Horres zunächst in Wuppertal und Darmstadt auf. In München, Bonn und Frankfurt studierte er Kunstgeschichte, Philosophie, Theater- und Filmwissenschaft.
Sein erstes Engagement als Regisseur bekam er am Staatstheater Darmstadt, bevor er 1993 nach Freiburg wechselte. Als Gastregisseur war er bei den Freilichtspielen Tecklenburg, an der Oper Ljubljana in Slowenien, an den Vereinigten Bühnen Krefeld-Mönchengladbach und bei den Opernfestspielen Savonlinna in Finnland sowie in Regensburg, Biel, Mannheim, Hagen, Innsbruck, Dortmund, Erfurt, Bremerhaven und Schwerin engagiert.
An der Deutschen Oper am Rhein inszenierte er in den letzten Jahren Uraufführungen wie Das Gesicht im Spiegel von Jörg Widmann und Gegen die Wand (Ludger Vollmer).
Seit Oktober 2008 unterrichtet er Szenische Gestaltung an der Hochschule für Künste Bremen.
Horres ist verheiratet mit der Sopranistin Annina Papazian und hat mit ihr mehrere Kinder. Von seinen beiden Schwestern ist Bernarda Horres gleichfalls Theaterregisseurin am Theater Krefeld-Mönchengladbach.